# Giacomo Savelli
Giacomo Savelli (ur. 1523 w Rzymie — zm. 5 grudnia 1587 w Rzymie) – włoski kardynał, wiceprotektor Polski w latach 1562–1587.

## Życiorys
Pochodził z rzymskiego rodu arystokratycznego, z którego wywodził się papież Honoriusz IV oraz kilku kardynałów. Studiował w Padwie. W grudniu 1539 w wieku zaledwie 16 lat został mianowany przez papieża Pawła III kardynałem diakonem tytułu Santa Lucia in Orphea. Otrzymał wiele kościelnych beneficjów, m.in. był administratorem diecezji Nicastro (1540–1554 i 1556–1560), Teramo (1545–1546) i Gubbio (1555–1556) oraz archidiecezji Benewent (1560–1574). Legat w Marchii Ankońskiej za pontyfikatu Juliusza III. W styczniu 1560 uzyskał promocję do rangi kardynała prezbitera z tytułem Santa Maria in Trastevere. Wikariusz generalny diecezji rzymskiej od 1560. W lipcu 1577 uzyskał promocję do rangi kardynała biskupa Sabiny (1577-1578), a następnie Frascati (1578–1583) i Porto e Santa Rufina (od 1583). Wielki Inkwizytor Rzymskiej Inkwizycji po śmierci kardynała Scipione Rebiba w 1577. Uczestniczył we wszystkich siedmiu konklawe, jakie odbyły się w okresie jego kardynalatu (1549-50, pierwsze i drugie 1555, 1559, 1565-66, 1572 i 1585). Subdziekan Świętego Kolegium Kardynałów od 1583. Zmarł w Rzymie w wieku 64 lat.